# Antwerp FC in het seizoen 2009/10
Dit artikel beschrijft de prestaties van de Belgische voetbalclub Antwerp FC in het seizoen 2009-10. De club trad in dit seizoen aan in de tweede klasse van het Belgisch voetbal.
Ratko Svilar stapte eind november op na de slechte resultaten, de hulptrainer Colin Andrews die al eerder overnam deed dit weer.
Op 11 januari heeft Antwerp de schulden aangezuiverd bij de Belgische voetbalbond, ze werden bedreigd met uitsluiting van competitie, de schuld zou een 100.000 euro bevatten.

## Kern 2009-10
| No.           | Naam               | Nationaliteit   | Geboortedatum     |
| ------------- | ------------------ | --------------- | ----------------- |
| Keepers       |                    |                 |                   |
| 21            | Kevin Wauthy       | België          | 25 augustus 1983  |
| 25            | Vincent Van Trier  | België          | 29 oktober 1982   |
| ??            | Ben Algoet         | België          | 1 mei 1991        |
| ??            | Jeroen Hofmans     | België          | 23 oktober 1993   |
| Verdedigers   |                    |                 |                   |
| 2             | Thomas Phibel      | Frankrijk       | 21 mei 1986       |
| 3             | Ray Fränkel        | Nederland       | 15 september 1982 |
| 5             | Jef Vogels         | België          | 3 januari 1991    |
| 16            | Ransford Addo      | Ghana           | 21 juli 1983      |
| 20            | Matthias Trenson   | België          | 3 oktober 1986    |
| 26            | Bart De Corte      | België          | 26 februari 1990  |
| Middenvelders |                    |                 |                   |
| 4             | Icham El Messaoudi | België          | 16 mei 1990       |
| 7             | Kevin Baert        | België          | 19 november 1986  |
| 8             | Benjamin Lambot    | België          | 2 mei 1987        |
| 10            | Tibor Tisza        | Hongarije       | 10 november 1984  |
| 14            | Spencer Verbiest   | België          | 6 februari 1984   |
| 19            | Bas Vervaeke       | België          | 13 november 1981  |
| 27            | Franky Pelgrims    | België          | 30 mei 1990       |
| 33            | Marco Gbarssin     | Frankrijk       | 11 december 1984  |
| 52            | Zarko Jelicic      | Servië          | 12 oktober 1983   |
| Aanvallers    |                    |                 |                   |
| 9             | Darko Pivaljević   | Servië          | 18 februari 1975  |
| 11            | Audry Diansangu    | België          | 25 september 1991 |
| 18            | Emmanuel Kenmogne  | Kameroen België | 2 september 1980  |
| 22            | Emmerik De Vriese  | België          | 14 februari 1985  |
| 24            | Yannick Put        | België          | 7 mei 1991        |
| 30            | Niels Martin       | België          | 20 juni 1991      |
| 99            | Kevin Oris         | België          | 6 december 1984   |

### Technische staf
| Functie         | Naam                | Nationaliteit |
| --------------- | ------------------- | ------------- |
| Coach           | Colin Andrews       | Engeland      |
| Assistent-Coach | Roland Van Opstraet | België        |
| Assistent-Coach | Guy Vandecauter     | België        |
| Keeper-Trainer  | Jos Vermeeren       | België        |

Ratko Svilar stapte eind november op na de slechte resultaten.

## Bijkomende (match-)informatie

### Topschutters competitie 2009-2010
- Geoffry Hairemans scoorde 1× en is in januari vertrokken.
- Sebastián Setti scoorde 1× en is in maart vertrokken.

| #  | Naam              | Nationaliteit   | Goal |
| -- | ----------------- | --------------- | ---- |
| 10 | Tibor Tisza       | Hongarije       | 15   |
| 99 | Kevin Oris        | België          | 8    |
| 18 | Emmanuel Kenmogne | Kameroen België | 7    |
| 7  | Kevin Baert       | België          | 6    |
| 24 | Yannick Put       | België          | 5    |
| 2  | Thomas Phibel     | Frankrijk       | 3    |
| 22 | Emmerik De Vriese | België          | 2    |
| 8  | Benjamin Lambot   | België          | 2    |
| 9  | Darko Pivaljević  | Servië          | 2    |
| 52 | Zarko Jelicic     | Servië          | 1    |
| 19 | Bas Vervaeke      | België          | 1    |
| 30 | Niels Martin      | België          | 1    |

### Man van de Match (incl. bekerwedstrijden)
- Geoffry Hairemans werd 5× Man van de Match en is in januari vertrokken.

| Naam              | Pos. | Aantal keer |
| ----------------- | ---- | ----------- |
| Tibor Tisza       | Mid  | 11×         |
| Yannick Put       | Aan  | 4×          |
| Kevin Baert       | Mid  | 3×          |
| Kevin Oris        | Aan  | 3×          |
| Kevin Wauthy      | Keep | 2×          |
| Emmerik De Vriese | Aan  | 2×          |
| Darko Pivaljević  | Aan  | 1×          |
| Thomas Phibel     | Ver  | 1×          |
| Jef Vogels        | Ver  | 1×          |
| Franky Pelgrims   | Mid  | 1×          |

Bron: RAFC.be

## Transfers
| - Kevin Oris (RAEC Mons) - Audry Diansangu (Club Brugge KV) - Benjamin Lambot (AFC Tubize) - Niels Martin (CD Tenerife) - Icham El Messaoudi (FC Brussels) - Roberto Rocha Marquinhos (Santos FC) - Caio Gonçalves de Jesus (São Bernardo) - Thomas Phibel (FC Brussels) - Tibor Tisza (Ujpest FC) Doorstroming van eigen jeugdspelers - Geoffry Hairemans - Yannick Put - Jef Vogels | - Sebastián Setti (Changchun Yatai) - Geoffry Hairemans (De Graafschap) - Philippe Fostier (RE Virton) - Volkan Özen (KFC R. Mol-Wezel) - Roberto Rocha Marquinhos (Onbekend) - Caio Gonçalves de Jesus (Onbekend) - Adamo Coulibaly (Debrecen RSV) - Roel van Hemert (Vrije Speler > Lierse SK) - Slobodan Slović (Cappellen FC) - Predrag Ristovic (Vrije Speler > URS du Centre) - Ivan Vukomanovic (Onbekend) - Darko Lukanović (Geen club) |

## Voorbereidingswedstrijden 2009-10
|                     |              |                  | |                                                                    |
| 18 juli 2009 18.00u | K Merksem SC | 0 - 6            | Antwerp FC                                                                                         | Jef Mermans Stadion Toeschouwers: 1.956 Scheidsrechter: Guy Valckx |
| 18 juli 2009 18.00u |              | Wedstrijdverslag | 13' Ray Fränkel 23' 60' 79'Caio Gonçalves de Jesus 52' Diego Alexandre Xande 88' Geoffry Hairemans | Jef Mermans Stadion Toeschouwers: 1.956 Scheidsrechter: Guy Valckx |

|                     |                  |       |            |                                                |
| 21 juli 2009 19.00u | Berchem Sport    | 0 - 0 | Antwerp FC | Ludo Coeckstadion Scheidsrechter: Jan Govaerts |
| 21 juli 2009 19.00u | Wedstrijdverslag |       |            | Ludo Coeckstadion Scheidsrechter: Jan Govaerts |

|                     |                       |                  |                                        |                                        |
| 24 juli 2009 19.00u | Antwerp FC            | 1 - 2            | RBC Roosendaal                         | Bosuilstadion Scheidsrechter: Wim Smet |
| 24 juli 2009 19.00u | 75' Emmanuel Kenmogne | Wedstrijdverslag | 28' Melvin de Leeuw 67' Gregory Nelson | Bosuilstadion Scheidsrechter: Wim Smet |

|                     |              |                  |                          |                                                     |
| 26 juli 2009 18.00u | Cappellen FC | 0 - 1            | Antwerp FC               | Jos Van Wellenstadion Scheidsrechter: Koen De Bruyn |
| 26 juli 2009 18.00u |              | Wedstrijdverslag | 67' Zarko Jelicic (Pen.) | Jos Van Wellenstadion Scheidsrechter: Koen De Bruyn |

|                     |             |                             |                                                                          |                                                 |
| 28 juli 2009 19.00u | KFC Antonia | 0 - 4                       | Antwerp FC                                                               | Rene Gijselsstadion Scheidsrechter: Jan De Vrij |
| 28 juli 2009 19.00u |             | Wedstrijdverslag[dode link] | 10' Emmanuel Kenmogne 33' 36' Eldin Adilovic 84' Caio Gonçalves de Jesus | Rene Gijselsstadion Scheidsrechter: Jan De Vrij |

|                        |                   |                             |            |                                                                     |
| 1 augustus 2009 16.00u | Falkirk FC        | 1 - 0                       | Antwerp FC | Falkirk Stadium Toeschouwers: 2.555 Scheidsrechter: John McKendrick |
| 1 augustus 2009 16.00u | 78' Carl Finnigan | Wedstrijdverslag[dode link] |            | Falkirk Stadium Toeschouwers: 2.555 Scheidsrechter: John McKendrick |

|                        |                                                           |                             |                                                                        |                                                               |
| 3 augustus 2009 20.30u | Dundee FC                                                 | 3 - 3                       | Antwerp FC                                                             | Dens Park Toeschouwers: 1.426 Scheidsrechter: Matt Northcroft |
| 3 augustus 2009 20.30u | 25' Leigh Griffiths 34' Craig Forsyth 89' Colin McMenamin | Wedstrijdverslag[dode link] | 5' Marquinhos Roberto Rocha 31' Darko Pivaljević 82' Emmanuel Kenmogne | Dens Park Toeschouwers: 1.426 Scheidsrechter: Matt Northcroft |

|                        |                          |                             | |                                                  |
| 5 augustus 2009 20.00u | KFC Racing Mol-Wezel     | 1 - 6                       | Antwerp FC                                                                                           | George Claesstadion Scheidsrechter: Jan Govaerts |
| 5 augustus 2009 20.00u | 13' Patrick Goots (Pen.) | Wedstrijdverslag[dode link] | 9' Zarko Jelicic (Pen.) 52' Kevin Baert 55' Goran Antelj (Pen.) 57' 73' Volkan Özen 86' Goran Antelj | George Claesstadion Scheidsrechter: Jan Govaerts |

|                        |                     |                             |                                        |                                                          |
| 8 augustus 2009 18.00u | KVC Oostmalle Sport | 0 - 2                       | Antwerp FC                             | Sportterrein De Warande Scheidsrechter: Filip De Wachter |
| 8 augustus 2009 18.00u |                     | Wedstrijdverslag[dode link] | 20' Darko Pivaljević 62' Zarko Jelicic | Sportterrein De Warande Scheidsrechter: Filip De Wachter |

|                         |                  |       |                    |                                                                   |
| 10 augustus 2009 19.30u | Antwerp FC       | 0 - 0 | Manchester Utd. II | Bosuilstadion Toeschouwers: 5.000 Scheidsrechter: Peter Vervecken |
| 10 augustus 2009 19.30u | Wedstrijdverslag |       |                    | Bosuilstadion Toeschouwers: 5.000 Scheidsrechter: Peter Vervecken |

|                   |                     |                  |                                                                              |                                                              |
| 7 mei 2010 19.30u | KFC Sint-Lenaarts   | 1 - 4            | Antwerp FC                                                                   | Houtstraat Toeschouwers: 450 Scheidsrechter: Mario Vanlommel |
| 7 mei 2010 19.30u | 59' Joris Berghmans | Wedstrijdverslag | 6' Darko Pivaljević 9' Kevin Oris 17' Darko Pivaljević 41' Emmerik De Vriese | Houtstraat Toeschouwers: 450 Scheidsrechter: Mario Vanlommel |

## Exqi League 2009-10
|                         |                                     |                             |                    |                                                                |
| 19 augustus 2009 20.00u | Antwerp FC                          | 2 - 1                       | Standaard Wetteren | Bosuilstadion Toeschouwers: 5.500 Scheidsrechter: Simon Gaetan |
| 19 augustus 2009 20.00u | 44' Zarko Jelicic 49' Thomas Phibel | Wedstrijdverslag[dode link] | 52' Bart De Smet   | Bosuilstadion Toeschouwers: 5.500 Scheidsrechter: Simon Gaetan |

|                         |                                         |                  |                                       |                                                                                 |
| 26 augustus 2009 20.30u | K. Lierse SK                            | 2 - 2            | Antwerp FC                            | Herman Vanderpoortenstadion Toeschouwers: 8.558 Scheidsrechter: Virant Christof |
| 26 augustus 2009 20.30u | 70' Mohamed El-Gabbas 90' Jurgen Cavens | Wedstrijdverslag | 15' Tibor Tisza 57' Emmanuel Kenmogne | Herman Vanderpoortenstadion Toeschouwers: 8.558 Scheidsrechter: Virant Christof |

|                         |                |                  |                                                                           |                                                              |
| 29 augustus 2009 20.30u | Antwerp FC     | 1 - 3            | FC Brussels                                                               | Bosuilstadion Toeschouwers: 5.500 Scheidsrechter: Raf Bylois |
| 29 augustus 2009 20.30u | 56' Kevin Oris | Wedstrijdverslag | 59' Dalibor Veselinović (pen) 64' Dalibor Veselinović 87' Sébastien Phiri | Bosuilstadion Toeschouwers: 5.500 Scheidsrechter: Raf Bylois |

|                         |                  |       |            |                                                                                  |
| 4 september 2009 20.30u | RAEC Mons        | 0 - 0 | Antwerp FC | Stade Charles Tondreau Toeschouwers: 4.500 Scheidsrechter: Jean-Baptist Bultynck |
| 4 september 2009 20.30u | Wedstrijdverslag |       |            | Stade Charles Tondreau Toeschouwers: 4.500 Scheidsrechter: Jean-Baptist Bultynck |

|                          |                                          |                  |                                        |                                                                              |
| 13 september 2009 20.30u | R. Antwerp FC                            | 3 - 3            | RFC Tournai                            | Bosuilstadion Toeschouwers: 5.650 Scheidsrechter: Jean-François Vandersteene |
| 13 september 2009 20.30u | 27' 89' Emmanuel Kenmogne 91' Kevin Oris | Wedstrijdverslag | 15' Adriano Greco 20' 87' David Cardon | Bosuilstadion Toeschouwers: 5.650 Scheidsrechter: Jean-François Vandersteene |

|                          |              |                  |                                                                       |                                                                         |
| 19 september 2009 20.00u | RFC de Liège | 0 - 3            | R. Antwerp FC                                                         | Stade du Pairay Toeschouwers: 1.800 Scheidsrechter: Christophe Delacour |
| 19 september 2009 20.00u |              | Wedstrijdverslag | 40' Darko Pivaljević 75' Benjamin Lambot 80' Emmanuel Kenmogne (pen.) | Stade du Pairay Toeschouwers: 1.800 Scheidsrechter: Christophe Delacour |

|                          |                   |                  |                     |                                                                  |
| 27 september 2009 20.00u | R. Antwerp FC     | 1 - 1            | KSK Ronse           | Bosuilstadion Toeschouwers: 5.650 Scheidsrechter: Stéphane Breda |
| 27 september 2009 20.00u | 62' Thomas Phibel | Wedstrijdverslag | 14' Valentin Romont | Bosuilstadion Toeschouwers: 5.650 Scheidsrechter: Stéphane Breda |

|                       |                                   |                  |                                |                                                                  |
| 2 oktober 2009 20.30u | SK Beveren                        | 2 - 2            | R. Antwerp FC                  | Freethiel Toeschouwers: 4.836 Scheidsrechter: Jérôme Efong Nzolo |
| 2 oktober 2009 20.30u | 7' Steven Jacobs 16' Sidey Ceesay | Wedstrijdverslag | 46' Kevin Oris 83' Tibor Tisza | Freethiel Toeschouwers: 4.836 Scheidsrechter: Jérôme Efong Nzolo |

|                        |                |                  |                    |                                                                   |
| 11 oktober 2009 15.00u | R. Antwerp FC  | 1 - 1            | KVSK United        | Bosuilstadion Toeschouwers: 4.750 Scheidsrechter: Philippe Vinche |
| 11 oktober 2009 15.00u | 55' Kevin Oris | Wedstrijdverslag | 36' Jeroen Ketting | Bosuilstadion Toeschouwers: 4.750 Scheidsrechter: Philippe Vinche |

|                        |                                                                              |                  |                                                            |                                                                           |
| 18 oktober 2009 15.00u | KVK Tienen                                                                   | 4 - 3            | R. Antwerp FC                                              | Julien Bergéstadion Toeschouwers: 1.507 Scheidsrechter: Alexandre Boucaut |
| 18 oktober 2009 15.00u | 66' Mike Da Silva 76' Sébastien Dufoor 92' Davy Peeters 95' Siegerd Degeling | Wedstrijdverslag | 86' Emmerik De Vriese 88' Kevin Oris 89' Emmerik De Vriese | Julien Bergéstadion Toeschouwers: 1.507 Scheidsrechter: Alexandre Boucaut |

|                        |                                                    |                  |             |                                                              |
| 25 oktober 2009 15.00u | R. Antwerp FC                                      | 2 - 0            | KV Turnhout | Bosuilstadion Toeschouwers: 4.006 Scheidsrechter: Yves Muyle |
| 25 oktober 2009 15.00u | 39' Darko Pivaljević (pen.) 50' Tibor Tisza (pen.) | Wedstrijdverslag |             | Bosuilstadion Toeschouwers: 4.006 Scheidsrechter: Yves Muyle |

|                        |                                 |                  |                   |                                                                  |
| 8 november 2009 15.00u | R. Antwerp FC                   | 2 - 1            | AFC Tubize        | Bosuilstadion Toeschouwers: 4.007 Scheidsrechter: Danny Makkelie |
| 8 november 2009 15.00u | 30' Tibor Tisza 76' Tibor Tisza | Wedstrijdverslag | 16' Jérémy Perbet | Bosuilstadion Toeschouwers: 4.007 Scheidsrechter: Danny Makkelie |

|                         |               |                  |                                                         |                                                                   |
| 21 november 2009 20.00u | R. Antwerp FC | 0 - 3            | KV Oostende                                             | Bosuilstadion Toeschouwers: 9.500 Scheidsrechter: Christof Virant |
| 21 november 2009 20.00u |               | Wedstrijdverslag | 42' Julien Chendri 51' Benjamin Mokulu 56' Thor Laleman | Bosuilstadion Toeschouwers: 9.500 Scheidsrechter: Christof Virant |

|                         |                          |                  |                  |                                                                         |
| 28 november 2009 20.00u | K.A.S. Eupen             | 1 - 1            | R. Antwerp FC    | Kehrwegstadion Toeschouwers: 4.500 Scheidsrechter: Sébastien Delferière |
| 28 november 2009 20.00u | 44' Freddy Mombongo-Dues | Wedstrijdverslag | 30' Bas Vervaeke | Kehrwegstadion Toeschouwers: 4.500 Scheidsrechter: Sébastien Delferière |

|                        |                                       |                  |                   |                                                                    |
| 5 december 2009 20.00u | R. Antwerp FC                         | 2 - 0            | Red Star Waasland | Bosuilstadion Toeschouwers: 4.207 Scheidsrechter: Philippe Flament |
| 5 december 2009 20.00u | 51' Emmanuel Kenmogne 85' Tibor Tisza | Wedstrijdverslag |                   | Bosuilstadion Toeschouwers: 4.207 Scheidsrechter: Philippe Flament |

|                         |                    |                  |                       |                                                               |
| 13 december 2009 15.00u | OH Leuven          | 1 - 1            | R. Antwerp FC         | Den Dreef Toeschouwers: 6.506 Scheidsrechter: Stéphane Gleton |
| 13 december 2009 15.00u | 79' Osahon Eboigbe | Wedstrijdverslag | 18' Geoffry Hairemans | Den Dreef Toeschouwers: 6.506 Scheidsrechter: Stéphane Gleton |

|                        |                  |       |           |                                                            |
| 23 januari 2010 20.00u | R. Antwerp FC    | 0 - 0 | RAEC Mons | Bosuilstadion Toeschouwers: 4.500 Scheidsrechter: Tim Pots |
| 23 januari 2010 20.00u | Wedstrijdverslag |       |           | Bosuilstadion Toeschouwers: 4.500 Scheidsrechter: Tim Pots |

|                        |                                                             |                  |                                                 |                                                                          |
| 27 januari 2010 20.00u | FC Brussels                                                 | 3 - 3            | R. Antwerp FC                                   | Edmond Machtensstadion Toeschouwers: 1.500 Scheidsrechter: Gunter Boelen |
| 27 januari 2010 20.00u | 67' Jean-Paul Lutula 71' Quentin Durieux 76' Adolphe Tohoua | Wedstrijdverslag | 27' Kevin Baert 54' Tibor Tisza 81' Tibor Tisza | Edmond Machtensstadion Toeschouwers: 1.500 Scheidsrechter: Gunter Boelen |

|                        |                    |                  |                 |                                                                         |
| 30 januari 2010 20.00u | RFC Tournai        | 1 - 1            | R. Antwerp FC   | Stade Luc Varenne Toeschouwers: 1.807 Scheidsrechter: Alexandre Boucaut |
| 30 januari 2010 20.00u | 69' Sylvio Breleur | Wedstrijdverslag | 22' Yannick Put | Stade Luc Varenne Toeschouwers: 1.807 Scheidsrechter: Alexandre Boucaut |

|                        |                     |                  |                                                             |                                                                 |
| 4 februari 2010 20.30u | R. Antwerp FC       | 1 - 3            | FCV Dender EH                                               | Bosuilstadion Toeschouwers: 3.000 Scheidsrechter: Johan Verbist |
| 4 februari 2010 20.30u | 71' Sebastian Setti | Wedstrijdverslag | 25' Henri Munyaneza 51' Tim De Meersman 77' Henri Munyaneza | Bosuilstadion Toeschouwers: 3.000 Scheidsrechter: Johan Verbist |

|                        |                                |                  |              |                                                               |
| 7 februari 2010 20.00u | R. Antwerp FC                  | 2 - 0            | RFC de Liège | Bosuilstadion Toeschouwers: 3.000 Scheidsrechter: Jimmy Verhe |
| 7 februari 2010 20.00u | 8' Tibor Tisza 64' Kevin Baert | Wedstrijdverslag |              | Bosuilstadion Toeschouwers: 3.000 Scheidsrechter: Jimmy Verhe |

|                         |                                 |                  |                                 |                                                                           |
| 13 februari 2010 20.00u | KSK Ronse                       | 2 - 2            | R. Antwerp FC                   | Orphale Cruckestadion Toeschouwers: 1.500 Scheidsrechter: Stéphane Gleton |
| 13 februari 2010 20.00u | 31' Amick Ciani 63' Amick Ciani | Wedstrijdverslag | 47' Tibor Tisza 88' Kevin Baert | Orphale Cruckestadion Toeschouwers: 1.500 Scheidsrechter: Stéphane Gleton |

|                         |                      |                  |               |                                                                            |
| 17 februari 2010 20.30u | Standaard Wetteren   | 1 - 0            | R. Antwerp FC | Marcel De Kerpelstadion Toeschouwers: 1.700 Scheidsrechter: Istvan Lagaert |
| 17 februari 2010 20.30u | 31' Jeroen Van Damme | Wedstrijdverslag |               | Marcel De Kerpelstadion Toeschouwers: 1.700 Scheidsrechter: Istvan Lagaert |

|                         |                                                  |                  |                      |                                                                  |
| 20 februari 2010 20.00u | R. Antwerp FC                                    | 3 - 1            | KSK Beveren          | Bosuilstadion Toeschouwers: 2.400 Scheidsrechter: Eric Noirhomme |
| 20 februari 2010 20.00u | 32' Tibor Tisza 52' Tibor Tisza 85' Niels Martin | Wedstrijdverslag | 20' Kristof Snelders | Bosuilstadion Toeschouwers: 2.400 Scheidsrechter: Eric Noirhomme |

|                         |                |                  |                 |                                                                                     |
| 27 februari 2010 18.00u | KVSK United    | 1 - 1            | R. Antwerp FC   | Stedelijk Sportstadion (Lommel) Toeschouwers: 3.500 Scheidsrechter: Peter Vervecken |
| 27 februari 2010 18.00u | 53' Guy Dufour | Wedstrijdverslag | 58' Tibor Tisza | Stedelijk Sportstadion (Lommel) Toeschouwers: 3.500 Scheidsrechter: Peter Vervecken |

|                     |                                                             |                  |                      |                                                                  |
| 6 maart 2010 20.00u | R. Antwerp FC                                               | 3 - 1            | KVK Tienen           | Bosuilstadion Toeschouwers: 4.000 Scheidsrechter: Stéphane Breda |
| 6 maart 2010 20.00u | 13' Tibor Tisza 17' Emmanuel Kenmogne 81' Emmanuel Kenmogne | Wedstrijdverslag | 46' Sébastien Dufoor | Bosuilstadion Toeschouwers: 4.000 Scheidsrechter: Stéphane Breda |

|                      |                                                   |                  |               |                                                                       |
| 13 maart 2010 18.00u | KV Turnhout                                       | 3 - 1            | R. Antwerp FC | Stadsparkstadion Toeschouwers: 2.200 Scheidsrechter: Jurgen Brinckman |
| 13 maart 2010 18.00u | 36' Gunther Looyens 78' Alan Ven 87' Hennie Noyen | Wedstrijdverslag | 6' Kevin Oris | Stadsparkstadion Toeschouwers: 2.200 Scheidsrechter: Jurgen Brinckman |

|                      |               |                  |                         |                                                                      |
| 17 maart 2010 20.30u | R. Antwerp FC | 0 - 1            | K. Lierse SK            | Bosuilstadion Toeschouwers: 7.500 Scheidsrechter: Frank De Bleeckere |
| 17 maart 2010 20.30u |               | Wedstrijdverslag | 69' Mohamed Abdel Wahed | Bosuilstadion Toeschouwers: 7.500 Scheidsrechter: Frank De Bleeckere |

|                      |                       |                  |               |                                                                       |
| 24 maart 2010 20.30u | Boussu Dour Borinage  | 1 - 0            | R. Antwerp FC | Stade Vedette Toeschouwers: 1.455 Scheidsrechter: Christophe Delacour |
| 24 maart 2010 20.30u | 58' Orlando Silvestri | Wedstrijdverslag |               | Stade Vedette Toeschouwers: 1.455 Scheidsrechter: Christophe Delacour |

|                      |                      |                  |                    |                                                                     |
| 27 maart 2010 20.00u | AFC Tubize           | 1 - 2            | R. Antwerp FC      | Stade Leburton Toeschouwers: 1.258 Scheidsrechter: Christof Dierick |
| 27 maart 2010 20.00u | 80' Nyengo Boto Loki | Wedstrijdverslag | 7' 67' Yannick Put | Stade Leburton Toeschouwers: 1.258 Scheidsrechter: Christof Dierick |

|                     |                                                   |                  |                                                       |                                                               |
| 3 april 2010 20.00u | R. Antwerp FC                                     | 3 - 3            | Boussu Dour Borinage                                  | Bosuilstadion Toeschouwers: 4.000 Scheidsrechter: Gerd Bylois |
| 3 april 2010 20.00u | 32' Kevin Baert 40' Thomas Phibel 76' Yannick Put | Wedstrijdverslag | 6' Samuel Robail 51' Thomas Duez 59' Anthony Delplace | Bosuilstadion Toeschouwers: 4.000 Scheidsrechter: Gerd Bylois |

|                      |                          |                  |                                |                                                                   |
| 11 april 2010 15.00u | KV Oostende              | 1 - 2            | R. Antwerp FC                  | Albertparkstadion Toeschouwers: 2.756 Scheidsrechter: Jimmy Verhe |
| 11 april 2010 15.00u | 74' Frederik Vanderbiest | Wedstrijdverslag | 67' Tibor Tisza 83' Kevin Oris | Albertparkstadion Toeschouwers: 2.756 Scheidsrechter: Jimmy Verhe |

|                      |                |                  |                     |                                                              |
| 14 april 2010 20.00u | R. Antwerp FC  | 1 - 1            | KAS Eupen           | Bosuilstadion Toeschouwers: 3.750 Scheidsrechter: Yuri Cosco |
| 14 april 2010 20.00u | 61' Kevin Oris | Wedstrijdverslag | 63' Moussa Diakathé | Bosuilstadion Toeschouwers: 3.750 Scheidsrechter: Yuri Cosco |

|                      |                                                    |                  |                 |                                                                 |
| 17 april 2010 20.00u | KV Red Star Waasland                               | 3 - 1            | R. Antwerp FC   | Puyenbekestadion Toeschouwers: 1.757 Scheidsrechter: Yuri Cosco |
| 17 april 2010 20.00u | 6', 39' Michaël van Geele 88' Jean-Paul Kielo-Lezi | Wedstrijdverslag | 63' Kevin Baert | Puyenbekestadion Toeschouwers: 1.757 Scheidsrechter: Yuri Cosco |

|                      |                 |                  |                     |                                                                   |
| 25 april 2010 15.00u | R. Antwerp FC   | 1 - 1            | Oud-Heverlee Leuven | Bosuilstadion Toeschouwers: 2.754 Scheidsrechter: Philippe Vinche |
| 25 april 2010 15.00u | 72' Yannick Put | Wedstrijdverslag | 69' Simon Vermeiren | Bosuilstadion Toeschouwers: 2.754 Scheidsrechter: Philippe Vinche |

|                   |                          |                  |                                     |                                                                          |
| 2 mei 2010 15.00u | FCV Dender EH            | 2 - 2            | R. Antwerp FC                       | Florent Beeckmanstadion Toeschouwers: 3.800 Scheidsrechter: Geert Barbry |
| 2 mei 2010 15.00u | 21', 76' Henri Munyaneza | Wedstrijdverslag | 29' Benjamin Lambot 41' Kevin Baert | Florent Beeckmanstadion Toeschouwers: 3.800 Scheidsrechter: Geert Barbry |

## Beker van België 2009-10
|                         |                       |                  |             |                                                            |
| 16 augustus 2009 16.00u | Antwerp FC            | 1 - 0            | KV Turnhout | Bosuilstadion Toeschouwers: 5.500 Scheidsrechter: Tim Pots |
| 16 augustus 2009 16.00u | 34' Emmanuel Kenmogne | Wedstrijdverslag |             | Bosuilstadion Toeschouwers: 5.500 Scheidsrechter: Tim Pots |

|                         |                     |                  |          |                                                                  |
| 23 augustus 2009 16.00u | Antwerp FC          | 1 - 0            | FC Bleid | Bosuilstadion Toeschouwers: 4.500 Scheidsrechter: Istvan Lagaert |
| 23 augustus 2009 16.00u | 67' Audry Diansangu | Wedstrijdverslag |          | Bosuilstadion Toeschouwers: 4.500 Scheidsrechter: Istvan Lagaert |

|                        |            |                  |                     |                                                                 |
| 28 oktober 2009 20.30u | Antwerp FC | 0 - 1            | FC Dender           | Bosuilstadion Toeschouwers: 3.507 Scheidsrechter: Gunter Boelen |
| 28 oktober 2009 20.30u |            | Wedstrijdverslag | 11' Evariste Ngolok | Bosuilstadion Toeschouwers: 3.507 Scheidsrechter: Gunter Boelen |

## Eindstand
|   |    |                      | P  | W  | G  | V  | +  | -  | DS  | Ptn |
| - | -- | -------------------- | -- | -- | -- | -- | -- | -- | --- | --- |
| K | 1  | K. Lierse SK         | 36 | 21 | 12 | 3  | 75 | 32 | 43  | 75  |
| E | 2  | KVSK United          | 36 | 20 | 10 | 6  | 55 | 27 | 28  | 70  |
| E | 3  | RAEC Mons            | 36 | 19 | 9  | 8  | 56 | 32 | 24  | 66  |
| E | 4  | KAS Eupen            | 36 | 16 | 12 | 8  | 56 | 37 | 19  | 60  |
|   | 5  | Boussu Dour Borinage | 36 | 13 | 14 | 9  | 46 | 43 | 3   | 53  |
|   | 6  | RS Waasland          | 36 | 13 | 13 | 10 | 46 | 49 | −3  | 52  |
|   | 7  | KV Oostende          | 36 | 12 | 15 | 9  | 49 | 45 | 4   | 51  |
|   | 8  | R. Antwerp FC        | 36 | 10 | 17 | 9  | 55 | 53 | 2   | 47  |
|   | 9  | OH Leuven            | 36 | 11 | 12 | 13 | 50 | 66 | −16 | 45  |
|   | 10 | Standaard Wetteren   | 36 | 12 | 8  | 16 | 48 | 59 | −11 | 44  |
|   | 11 | RFC Tournai          | 36 | 11 | 11 | 14 | 50 | 51 | −1  | 44  |
|   | 12 | KVK Tienen           | 36 | 11 | 10 | 15 | 44 | 58 | −14 | 43  |
|   | 13 | FCV Dender EH        | 36 | 10 | 13 | 13 | 45 | 49 | −4  | 43  |
|   | 14 | FC Brussels          | 36 | 11 | 9  | 16 | 47 | 53 | −6  | 42  |
|   | 15 | AFC Tubize           | 36 | 9  | 15 | 12 | 41 | 41 | 0   | 42  |
|   | 16 | KV Turnhout          | 36 | 10 | 11 | 15 | 50 | 57 | −7  | 41  |
| E | 17 | KSK Ronse            | 36 | 10 | 9  | 17 | 51 | 57 | −6  | 39  |
| E | 18 | KSK Beveren          | 36 | 8  | 12 | 16 | 37 | 55 | −18 | 36  |
| D | 19 | FC Luik              | 36 | 5  | 8  | 23 | 23 | 60 | −37 | 23  |

1895/96 · 1896/97 · 1897/98 · 1898/99 · 1899/00 · 1900/01 · 1901/02 · 1902/03 · 1903/04 · 1904/05 · 1905/06 · 1906/07 · 1907/08 · 1908/09 · 1909/10 · 1910/11 · 1911/12 · 1912/13 · 1913/14 · 1914/15 · 1915/16 · 1916/17 · 1917/18 · 1918/19 · 
1919/20 · 1920/21 · 1921/22 · 1922/23 · 1923/24 · 1924/25 · 1925/26 · 1926/27 · 1927/28 · 1928/29 · 1929/30 · 1930/31 · 1931/32 · 1932/33 · 1933/34 · 1934/35 · 1935/36 · 1936/37 · 1937/38 · 1938/39 · 1939/40 · 1940/41 · 1941/42 · 1942/43 · 1943/44 · 1944/45 · 1945/46 · 1946/47 · 1947/48 · 1948/49 · 1949/50 · 1950/51 · 1951/52 · 1952/53 · 1953/54 · 1954/55 · 1955/56 · 1956/57 · 1957/58 · 1958/59 · 1959/60 · 1960/61 · 1961/62 · 1962/63 · 1963/64 · 1964/65 · 1965/66 · 1966/67 · 1967/68 · 1968/69 · 1969/70 · 1970/71 · 1971/72 · 1972/73 · 1973/74 · 1974/75 · 1975/76 · 1976/77 · 1977/78 · 1978/79 · 1979/80 · 1980/81 · 1981/82 · 1982/83 · 1983/84 · 1984/85 · 1985/86 · 1986/87 · 1987/88 · 1988/89 · 1989/90 · 1990/91 · 1991/92 · 1992/93 · 1993/94 · 1994/95 · 1995/96 · 1996/97 · 1997/98 · 1998/99 · 1999/00 · 2000/01 · 2001/02 · 2002/03 · 2003/04 · 2004/05 · 2005/06 · 2006/07 · 2007/08 · 2008/09 · 2009/10 · 2010/11 · 2011/12 · 2012/13 · 2013/14 · 2014/15 · 2015/16 · 2016/17 · 2017/18 · 2018/19 · 2019/20 · 2020/21 · 2021/22 · 2022/23 · 2023/24 · 2024/25 · 2025/26